# Unisan, Quezon
Unisan là một đô thị cấp bốn ở tỉnh Quezon, Philippines và là thủ phủ đầu tiên của tỉnh Kaliraya, hiện nay thì thủ phủ là Quezon.

### Các đơn vị hành chính
Unisan, về mặt hành chính, được chia thành 36 khu phố (barangay).
| - Almacén - Balagtás - Balanacan - Bulo Ibabâ - Bulo Ilaya - Bonifacio - Burgos - Caigdál - General Luna - Kalilayan Ibabâ - Cabulihan Ibabâ - Mairok Ibaba | - Kalilayan Ilaya - Cabulihan Ilaya - Mabini - Mairok Ilaya - Malvar - Maputat - Muliguin - Pagaguasan - Panaon Ibabâ - Panaon Ilaya - Pláridel - F. De Jesús (Pob.) | - R. Lapu-lapu (Pob.) - Raja Solimán (Pob.) - R. Magsaysay (Pob.) - Poctol - Punta - Rizal Ibabâ - Rizal Ilaya - San Roque - Socorro - Tagumpay - Tubas - Tubigan |